# Autotheism
Autotheism è il terzo album in studio del gruppo musicale technical death metal statunitense The Faceless, pubblicato nel 2012.

## Tracce
1. Autotheist Movement I: Create – 3:44
2. Autotheist Movement II: Emancipate – 7:20
3. Autotheist Movement III: Deconsecrate – 6:39
4. Accelerated Evolution – 4:39
5. The Eidolon Reality – 3:46
6. Ten Billion Years – 5:54
7. Hail Science – 0:53
8. Hymn of Sanity – 1:34
9. In Solitude – 6:27

## Formazione
- Geoff Ficco - voce death
- Michael Keene - chitarra, voce, tastiere
- Wes Hauch - chitarra
- Evan Brewer - basso
- Lyle Cooper - batteria